# Norðurþing
Norðurþing (letteralmente "assemblea del nord") è un comune islandese della regione di Norðurland eystra. È stato creato nel 2006 dall'unione di quattro preesistenti municipalità: Húsavík, Kelduneshreppur, Öxarfjarðarhreppur e Raufarhafnarhreppur.